# NGC 4435

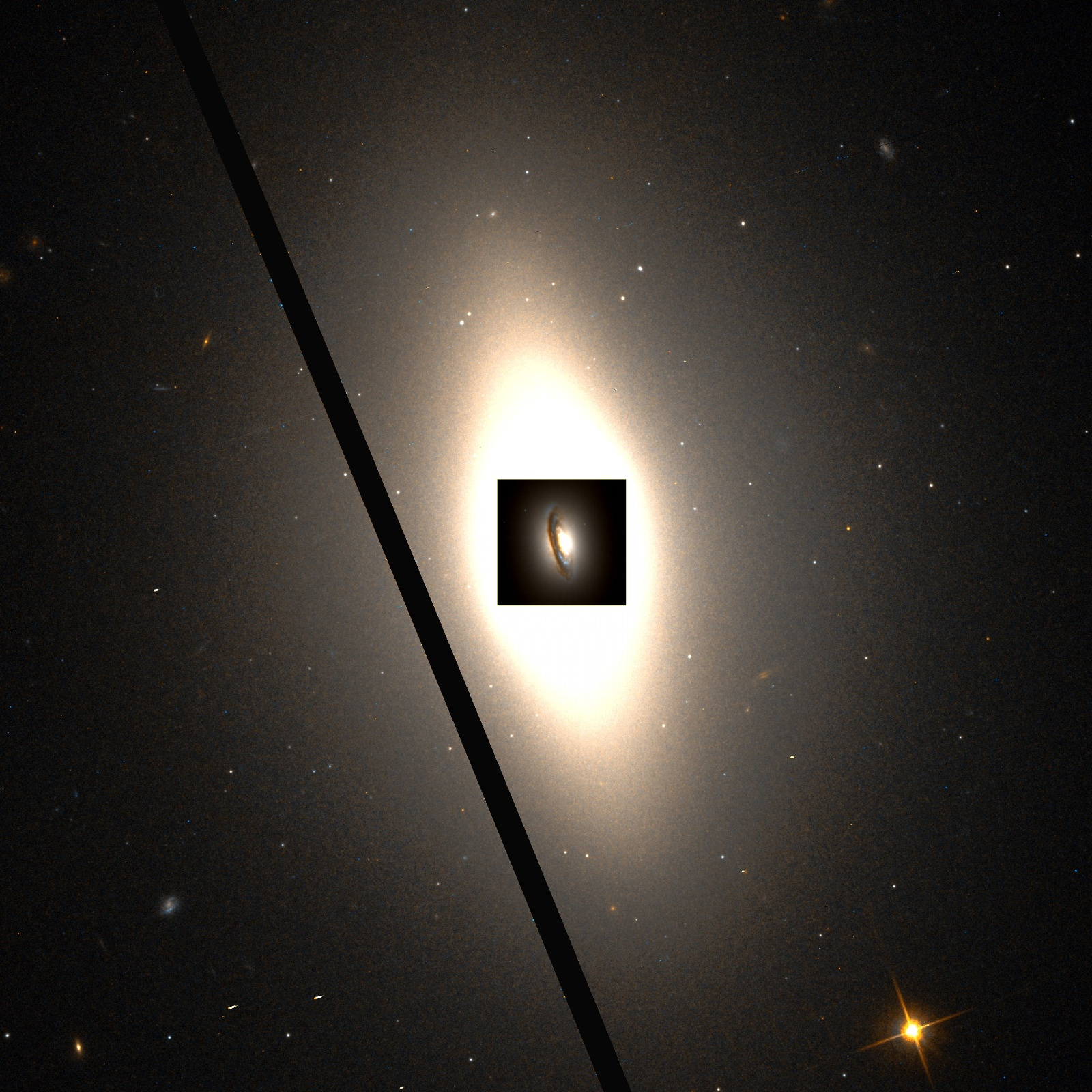
Aufnahme NGC 4435 durch das Hubble-Weltraumteleskop, der Kern ist hervorgehoben.

NGC 4435 ist eine linsenförmige Galaxie vom Hubble-Typ SB0 im Sternbild Jungfrau auf der Ekliptik. Sie ist etwa 55 Millionen Lichtjahre von der Milchstraße entfernt. NGC 4435 interagiert mit der etwa 100.000 Lichtjahre entfernteren Galaxie NGC 4438 (Arp 120). Astronomen vermuten, dass die beiden vor etwa 100 Millionen Jahren in einer Entfernung von etwa 16.000 Lichtjahren aneinander vorbeigerast sind. Halton Arp gliederte seinen Katalog ungewöhnlicher Galaxien nach rein morphologischen Kriterien in Gruppen. Diese Galaxie gehört zu der Klasse Elliptischer Galaxien nahe bei Spiralgalaxien und diese störend (Arp-Katalog). 
NGC 4435 gehört zur sogenannten Markarjanschen Kette, einer Gruppe von Galaxien in einem Gebiet von etwa 1,5 Grad Durchmesser. Sie ist Teil des Virgo-Clusters.
Das Objekt wurde am 8. April 1784 vom deutsch-britischen Astronomen Wilhelm Herschel entdeckt.